# Chassey-le-Camp
Chassey-le-Camp este o comună în departamentul Saône-et-Loire, Franța. În 2009 avea o populație de 320 de locuitori.

## Evoluția populației
| An        | 1975 | 1982 | 1990 | 1999 | 2006 | 2009 |
| --------- | ---- | ---- | ---- | ---- | ---- | ---- |
| Populație | 221  | 238  | 257  | 277  | 302  | 320  |